# Гювеч
Гювеч (рум. ghiveci, болг. гювеч, тур. güveç) — обобщённое название европейского традиционного блюда молдавской, румынской и болгарской кухни, являющихся, по существу, видом яхнии из мяса. Существует и в вегетарианском варианте: из овощей с добавлением оливкового или подсолнечного масла.
Подобные блюда присутствуют и в кухнях других народов (например, в венгерской кухне — гуляш, в грузинской — чанахи, в татарской — азу).
Когда он готовится в порционных горшочках (гювечетах), на почти готовое блюдо разбивается яйцо (желток должен оставаться целым) и запекается до готовности. Это придаёт блюду изысканный вид.
Гювечем в Болгарии также называют огнеупорный глиняный горшок с крышкой, который используется для приготовления различных блюд. Небольшой гювеч называется гювече.

## Технология приготовления
В основном готовится из мяса (телятина, говядина, баранина, свинина и курятина) с добавлением большого количества всевозможных овощей, таких как лук, кабачки, баклажаны, морковь, бамия, помидоры, горох, зеленая фасоль, картофель, зелёная алыча, чеснок. Гювеч можно быть и только из овощей или с добавлением рыбы или фарша.
Мясо нарезается на небольшие кусочки. В зависимости от того, в чём готовится гювеч (в кастрюле, в духовке в глубокой, широкой форме или в традиционном глиняном горшке), его можно предварительно потушить.
Овощи нарезаются крупно, чеснок добавляется целыми зубчиками. Когда блюдо запекается в традиционнои горшке, все продукты закладываются одновременно, заливаются белым вином, водой или бульоном и крышка горшка запечатывается тестом.
Приготовить гювеч можно за сравнительно короткое время, но на медленном огне он приобретает особенный вкус.

## Виды гювеча
- Бараний гювеч зарзават
- Бараний молочный гювеч
- Гювеч по-овчарски с фаршем
- Рыбный гювеч
- Молочный гювеч из телятины
- Гювеч с картошкой
- Тюрлю гювеч
- Гювеч с рисом
- Гювеч с картошкой и фасолью
- Зимний гювеч
- Гювеч зарзават
- Овчарский гювеч с говядиной
- Фракийский гювеч
- Летний гювеч с заливкой
- Гювеч с картошкой и рисом
- Гювеч по-овчарски
- Гювеч по-каракачански
- Гювеч из овощей
- Молочный гювеч
- Гювеч из овечьего мяса с овощами
- Гювеч по-добруждански
- Гювеч из говядины с овощами